# Josef Krupík
Josef Krupík (* 7. října 1942) je bývalý český politik, v 90. letech 20. století poslanec České národní rady a Poslanecké sněmovny za KDU-ČSL.

## Biografie
Ve volbách v roce 1992 byl zvolen do České národní rady za KDU-ČSL (volební obvod Jihomoravský kraj). Zasedal ve výboru pro veřejnou správu, regionální rozvoj a životní prostředí a od prosince 1992 i ve výboru mandátovém a imunitním.
Od vzniku samostatné České republiky v lednu 1993 byla ČNR transformována na Poslaneckou sněmovnu Parlamentu České republiky. Zde setrval do konce funkčního období parlamentu, tedy do voleb v roce 1996. V roce 1993 se uvádí jako člen přípravného výboru protidrogového a abstinentského sdružení Mezinárodní organizace Dobrých templářů.
V komunálních volbách v roce 1994 byl zvolen do zastupitelstva obce Kašava za KDU-ČSL. Mandát obhájil v komunálních volbách v roce 1998, profesně je uváděn jako zástupce starosty. V této obci rovněž dlouhodobě působil jako starosta místní organizace tělovýchovné jednoty Orel.